# Helosciadium
Helosciadium es un género de plantas de la familia de las apiáceas. Comprende 46 especies descritas

## Taxonomía
El género fue descrito por Wilhelm Daniel Joseph Koch y publicado en Nova Acta Physico-medica Academiae Caesareae Leopoldino-Carolinae Naturae Curiosorum Exhibentia Ephemerides sive Observationes Historias et Experimenta 12: 125. 1824. La especie tipo es: Helosciadium nodiflorum (L.) Koch. 	

## Especies[3]
- Helosciadium crassipes W.D.Koch ex Rchb.
- Helosciadium inundatum W.D.J.Koch
- Helosciadium moorei (Syme) Warren
- Helosciadium muratianum Maire
- Helosciadium nodiflorum W.D.J.Koch
- Helosciadium repens W.D.J.Koch